# Liễu Truyền Chí
Liễu Truyền Chí (giản thể: 柳传志; phồn thể: 柳傳志; bính âm: Liǔ Chuánzhì; sinh ngày 29 tháng 4 năm 1944) là một doanh nhân và chủ doanh nghiệp người Trung Quốc. Ông là người sáng lập tập đoàn Lenovo, một trong những nhà sản xuất máy tính lớn nhất thế giới. Ông hiện vẫn là một trong số các nhà lãnh đạo của công ty này.

## Hoạt động kinh doanh

### Lenovo
Vào khoảng đầu thập niên 1980, Liễu Truyền Chí đã đạt được thành công tương đối trong vai trò một nhà khoa học máy tính nhưng vẫn cảm thấy nản lòng với sự nghiệp của mình. Mặc dù công việc của ông trong việc lưu trữ dữ liệu từ là quan trọng nhưng nó thiếu đi những ứng dụng thực tế ngay trực tiếp. Ông nói: "Chúng tôi là cơ quan nghiên cứu công nghệ máy tính hàng đầu tại Trung Quốc. Chúng tôi phát triển chiếc máy tính đèn điện tử đầu tiên và máy tính bóng bán dẫn đầu tiên. Nhưng chúng tôi chỉ sản xuất mỗi thứ một chiếc. Sau đó chúng tôi tiếp tục phát triển một vài thứ khác. Công việc chỉ là được sắp đặt sẵn." Ông Liễu còn thấy lo về hoàn cảnh kinh tế của mình; vào năm 1984, ông đang có một gia đình đang lớn mạnh nhưng thu nhập chỉ vỏn vẹn 100 NDT/tháng.
Ông Liễu thành lập công ty Lenovo (ban đầu gọi là Legend) vào năm 1984 cùng một nhóm 10 kỹ sư khác ở Bắc Kinh với số vốn 200.000 nhân dân tệ và một văn phòng rộng khoảng chừng 20 yard vuông. Ông xuất hiện với ý tưởng khởi động Lenovo để ứng phó với sự thiếu hụt vốn tại Viện Khoa học Trung Quốc (CAS). Cấp trên của Liễu Truyền Chí bố trí Viện cho ông và các đồng sáng lập khác vay khoản tiền 200.000 NDT như đã đề cập trước đó. Thời điểm này, ông Liễu nói: "Nó chẳng dễ dàng gì. Việc nhỏ nhất bạn có thể làm vào đầu những năm 80 đó là từ một nhà khoa học đi vào thực nghiệp kinh doanh. Trung Quốc có một nền kinh tế kế hoạch hóa tuyệt đối và không có không gian cho một công ty chơi rong như chúng tôi."

### Legend Holdings
Tháng 6 năm 2012, Liễu Truyền Chí rời bỏ chức vụ Chủ tịch HĐQT công ty Legend Holdings - công ty mẹ của Lenovo. Trong những năm ngay vừa trước khi Liễu Truyền Chí từ chức, ông đã tập trung vào việc phát triển Legend, xây dựng khối tài sản cốt lõi và tiến hành phát hành cổ phiếu ra công chúng giai đoạn 2014-2016. Tài sản chính của Legend gồm có Lenovo, Legend Capital, một dự án kinh doanh bất động sản gọi là Raycom, Digital China và Hony Capital.
Trong buổi phỏng vấn với đài BBC, Liễu Truyền Chí nói rằng tầm nhìn của ông đối với Legend là hướng nó "tự mình trở thành một ngành công nghiệp" và rằng ông muốn nó "trở thành doanh nghiệp hàng đầu trong mọi ngành nghề... không chỉ tại Trung Quốc mà còn trên phạm vi toàn thế giới." Ông Liễu nói rằng ông nhận ra tầm nhìn này cực kỳ tham vọng và có thể để lại cho những người kế nghiệp ông thực hiện.